# Mercedes Bengoechea
Mercedes Bengoechea Bartolomé (Madrid, 29 de diciembre de 1952) es una sociolingüista feminista española, catedrática en Filología Inglesa y referente de la defensa del uso del lenguaje no sexista desde una fundamentación académica.  Cuenta con una larga trayectoria como asesora de distintas entidades, entre las que se encuentran el Instituto de la Mujer y el Instituto Oficial de Radiodifusión y Televisión (IORTV). Desde 1994, integra la Comisión Asesora sobre Lenguaje del Instituto de la Mujer (NOMBRA) y ha sido vocal de la Comisión de Modernización del Lenguaje Jurídico del Ministerio de Justicia de España, además de coordinadora del primer Informe Anual del Observatorio Nacional de la Violencia de Género. Defiende la necesidad de implantar un uso no sexista del lenguaje, frente a la resistencia de instituciones como la Real Academia Española (RAE). Ha recibido distintos galardones por su labor investigadora e innovadora dentro de su especialidad. 

## Trayectoria académica y profesional
Se licenció en Lenguas Modernas por la Universidad Complutense de Madrid (1978), y se doctoró en 1991.
Es catedrática en sociolingüística del área de Filología Inglesa, adscrita al departamento de Filología Moderna de la Universidad de Alcalá, de cuya Facultad de Filosofía y Letras fue decana entre los años 2003 y 2008.
Desde 1994 integra la Comisión Asesora sobre Lenguaje del Instituto de la Mujer (NOMBRA). Entre los años 2005 y 2008 fue miembro de la Comisión Experta sobre Lenguaje e Infancia del Instituto Oficial de RTVE. En 2007 se encarga de la coordinación del primer informe anual del Observatorio Nacional de la Violencia de Género. Entre 2010 y 2011 es vocal de la Comisión de Modernización del Lenguaje Jurídico del Ministerio de Justicia, periodo en el que es condecorada con la Cruz Distinguida de Primera Clase de la Orden de San Raimundo de Peñafort, concedida por este Ministerio (24 de junio de 2011).
A lo largo de su trayectoria ha recibido también diferentes distinciones entre las que se encuentran el Premio de Investigación María Isidra de Guzmán por su libro Adrienne Rich (1993), el Premio Mujeres Progresistas, otorgado por la Federación de Mujeres Progresistas de la Comunitat Valenciana por su labor investigadora dentro del grupo NOMBRA del Instituto de la Mujer sobre género y lenguaje (2006). La Associació de Dones Periodistes de Catalunya concedió a su trabajo Nombra.en.red. En femenino y en masculino realizado de manera conjunta con José Simón, el Premio a la Innovación en Comunicación No Sexista (Prize to Innovation in Non-Sexist Communication) en el 2008.

## Pensamiento: defensa del lenguaje no sexista
Mercedes Bengoechea defiende el uso del lenguaje no sexista con argumentos fundamentados en la sociolingüísitica. En esta línea argumenta:

Durante décadas las lingüistas feministas hemos hecho a la ciudadanía consciente de las consecuencias de un uso del lenguaje que consideramos sexista. Entre ellas, usar estereotipos y generalizaciones sobre los sexos, representar sistemáticamente a las mujeres de forma negativa, ignorar sus aportaciones, invisibilizarlas mediante la utilización masiva del masculino para incluir a mujeres y a hombres... Estos usos sexistas forman parte de la estructura patriarcal de las lenguas. Y contra esos usos sexistas con mayúsculas sigue siendo imprescindible reivindicar los usos que se conocen como “lenguaje no sexista”. Para las mujeres son necesarios como instrumento de afirmación del Yo femenino, y, para los hombres, como fórmula de reconocimiento de la alteridad, de la diferencia; sin fórmulas anti-sexistas, las mujeres desaparecemos en la lengua y los hombres acaban olvidando nuestra existencia.
Mercedes Bengoechea. Jornadas sobre micromachismos, Madrid 2014.

Bengoechea recuerda la obligatoriedad del uso del lenguaje incluyente en el actual ordenamiento jurídico:

El lenguaje no sexista recoge y refleja la transformación que se ha llevado a cabo en la sociedad española y el deseo de igualdad entre los sexos que ha sido el motor de los cambios políticos y sociales de los últimos años. Para las ciudadanas, entrar en el mundo simbólico de la política y el derecho (ser dichas) significa adquirir simultáneamente las dimensiones simbólica y material de las que se las había despojado en la legislación anterior: ser sujetos en el lenguaje implica ser sujetos sociales, responsables y agentes
Mercedes Bengoechea. Momográfico sobre Derecho e Igualdad. Pag. 15-26.

Sus estudios profundizan en el uso del lenguaje y sus implicaciones en la construcción de la identidad:

La identidad se establece a través de símbolos: cómo nos vestimos, cómo nos movemos, pero, sobre todo, a través del lenguaje: cómo se nos llama, qué se dice de nosotras y nosotros, cómo se nos ve, cómo nos presentamos en público y en privado, cómo nos explicamos y se explican nuestros actos,  cómo se nos interpreta. El lenguaje no se limita a condicionar, sino que establece de una manera decisiva la representación mental que la gente tiene de las personas y de los grupos. Percibimos, evaluamos, conocemos, reconocemos... a través de imágenes mentales que crea la lengua. Nuestra identidad se construye mediante el nombre que la sociedad nos asigna, mediante la utilización de ese nombre por las gentes de nuestro alrededor, y mediante lo que se dice del grupo del que formamos parte.
Mercedes Bengoechea. Conferencia en Santiago de Compostela, 2011.

Además de denunciar el sexismo presente en diccionarios y medios de comunicación, se ha ocupado de las formas femeninas de comunicación oral, y de la traducción con perspectiva de género.

## Premios
- Premio de investigación María Isidra de Guzmán por su libro Adrienne Rich. (1993)
- Premio Dones Progressistes 2006, otorgado por la Federació de Dones Progressistes de la Comunitat Valenciana por su investigación en Lengua y Género. (2006)
- Premio a la Innovación en Comunicación No Sexista de la Associació de Dones Periodistes de Catalunya (2008) por Nombra.en.red  escrito y desarrollado por Mercedes Bengoechea y José Simón[11]

## Publicaciones

### Libros
- (2015) Lengua y género. Madrid. Síntesis.(ISBN 978-84-9077-223-2)
- (2009) Efectos de las políticas lingüistas anti-sexistas y feminización del lenguaje. Madrid: Instituto de la Mujer. 129 p. ISBN 978-84-693-2440-0
- (2007) Coordinación: Informe anual del Observatorio Estatal de Violencia sobre la Mujer» y Anexo: « Sistema de Indicadores y Variables sobre Violencia de Género sobre el que construir la base de datos del Observatorio Estatal de Violencia sobre la Mujer. Madrid: Ministerio de Empleo y Seguridad Social. ISBN: NIPO: 201 07 224 1
- (1998) Obra colectiva: Lo femenino y lo masculino en el Diccionario de la Real Academia Española. Madrid: Ministerio de Trabajo y Asuntos Sociales. Instituto de la Mujer. 1998. (ISBN 84-7799-148-0)

### Capítulos de libro
- (2014) "Gentyll online glossaries: Professional titles of women and men in a series of fields of activity". Investigating Lexis: Vocabulary Teaching, ESP, Lexicography and Lexical Innovation (ISBN 978-1-4438-6807-5): Cambridge Scholars Publishing. p. 123-132.
- (2014) "Las propuestas de la Comisión de Modernización del Lenguaje Jurídico: apuesta de democratización en la senda del Plain English Movement". Lingüística Forense: La Lingüística en el ámbito legal y policial(Editorial Euphonia) (ISBN 978-84-940120-6-8) Madrid. p. 317-339.
- (2014) "Neologismos, políticas lingüísticas feministas y tradición en los glosarios en línea Gentyll en el ámbito del deporte". La Néologie en la langue de spécialité. Détection, Implantation et Circulation des Nouveaux Termes (ISBN 978-2-9533061-0-1) Lyon(Francia): CRTT (Centre de Recherche en Terminologie et Traduction), Presses Universitaires de Lyon. p. 203-228.
- (2013) "El feminismo ante la teoría y la práctica de la traducción". Mujeres, Ciencia y Academia (ISBN 978-84-9747-467-2) Málaga: Universidad de Málaga. p. 55-82.
- Y SIMÓN, José (2012) "El paisaje publicitario de 2007 tras veinte años de políticas lingüísticas anti-sexistas". Intersexion: languages romanes, langues et genres (ISBN 9783862883202) München(Alemania): Lincom Europa. p. 83-96.
- (2010) "Gender identity in words for professional titles in textbooks". Gender perspectives on vocabulary in foreign/second language education (ISBN 978-0-230-23262-4) London(Reino Unido): Palgrave Macmillan. p. 188-211.
- (2010) "Si las miradas matasen... La perturbadora mirada del deseo en la poesía romántica". El sustato cultural de la violencia de género (ISBN 978-84-975667-5-9) Madrid: Síntesis Editorial. p. 71-115.
- (2010) "(In)fidelidad al proyecto de A room of one's own en la asignación de sexo en las traducciones a español". Identita i genere in ambito ispanico (ISBN 978-88-568-3748-3) Milano(Italia): Franco Angeli. p. 33-82
- (2011) “El proceso de nombrar el mundo en femenino y algunos efectos secundarios no buscados”. La igualdad: nuevas perspectivas de género en educación, lingüística y filosofía. Málaga: Centro de Ediciones de la Diputación de Málaga, 2011, págs. 149-182. ISBN 978-84-7785-908-6.
- (2009) "Sexismo (y economía lingüística) en el lenguaje de las noticias". Lengua y televisión (ISBN 978-84-7074-325-2) Madrid: Fragua de Publicaciones. p. 32-62.
- (2009) "El español no sexista en la redacción legislativa". Legislar Mejor (ISBN 978-84-7787-118-7) Madrid: Ministerio de Justicia. p. 159-184.
- (2009) "Spain and Portugal". Sociolinguistics around the world: A handbook (ISBN 978-0-415-42278-9) New York (Estados Unidos): Routledge. p. 341-358.
- (2008) "Textualizacion de identidad genérica homogeneizada". Making Waves (ISBN 9781847184641) Cambridge(Reino Unido): Cambridge Scholars Publishing. p. 71-91.
- (2006) "El lenguaje y la forma textual de representación". Nuevos retos y perspectivas de investigación en la comunicación. (ISBN 84 608 0381 3): C.A. UNED. Biblioteca. p. 299-318.
- (2006) "La subordinación simbólica como fuente de la violencia: El lenguaje como vehículo de discriminación. ". II Congreso sobre Violencia Doméstica y de Género. (ISBN 84 96518 66 3): Madrid: Consejo General del Poder Judicial. p. 77-90.

### Artículos
- (2015) "Cuerpos hablados, cuerpos negados y el fascinante devenir del género gramatical" (ISSN: 1475-3839). Bulletin of Hispanic Studies. Vol 92, núm 1, p. 1-23.
- (2014) "Feminist translation? No way! Spanish specialized translators' disinterest in feminist translation" (ISSN: 0277-5395). Women's Studies International Forum. Núm 42, p. 94-103.
- (2014) “University students’ attitude to non-sexist Spanish”. Open Journal of Modern Linguistics. vol. 4. 1 (March 2014): 69-90. http://dx.doi.org/10.4236/ojml.2014.41008  (ISSN: 2164-2834).
- (2012) "Conceptualizaciones de la fragmentación corporal en la poesía amorosa femenina en lenguas española e inglesa" (ISSN: 0272-1635). Anales de la Literatura Española Contemporánea. Núm 37 (1), p. 5-38.
- (2011) “Who are you, who are we in A Room of One’s Own? The difference that sexual difference makes in Borges’ and Rivera-Garretas’ translations of Virginia Woolf’ essay”. European Journal of Women’s Studies. Special issue: Living in Translation, vol. 18 (4), 2011: 411-426. (ISSN: 1350-5068) doi:10.1177/1350506811415201.
- (2011) “How effective is ‘femininity’? Media portrayal of the identities and performances of the first Spanish woman defence minister“. Gender and Language 5 (2), 2011: 395-419. Special issue on Workplaces (ISSN: 1747-6321). doi:10.1558/genl.v5i2.405. dec. 2011.
- (2011)“Non-sexist language policies of Spanish: An attempt bound to fail?”. Current Issues in Language Planning 12 (1), 2011, 25-43. Special Issue: Language planning and feminism. (ISSN: 1466-4208) DOI:10.1080/14664208.2010.541389.
- (2009) "Embodying the sexed subject in Virginia Woolf's A Room of One's Own" (ISSN: 1350-5068). European Journal of Women's Studies. Vol 16, núm 2, p. 185-190
- (2008) "Lo femenino en la lengua: sociedad, cambio y resistencia normativa. Estado de la cuestión" (ISSN: 1133-4770). Lenguaje y Textos. Núm 27, p. 37-68
- (2006) "Rompo tus miembros uno a uno" (Pablo Neruda). De la reificación a la destrucción en los discursos masculinos sobre la mujer". (ISSN: 0214-0314). C ernos de Trabajo Social. Vol 19, p. 25-41
- (2006) "Lento deslizamiento del género gramatical femenino al centro del discurso: Nuevos aires en la identificación de mujeres en la prensa española". " (ISSN: 1571-0718). Spanish in Context Núm 3, p. 139-157

### Guías
- (2021) Guía de aplicación de un lenguaje inclusivo. Centro de Estudios Políticos y Constitucionales (España).[15]